# Landmark 81
El Landmark 81 es un rascacielos de estilo neofuturista ubicado en la ciudad de Ho Chi Minh, Vietnam, que fue diseñado por la firma británica de diseño, ingeniería y consultoría Atkins. El inversionista y principal desarrollador del proyecto es Vinhomes, una corporación vietnamita que también es la compañía inmobiliaria más grande del país. El Landmark 81 es el edificio más alto de Vietnam.
El edificio de 461 metros (1.513 pies) de altura y 81 pisos está construido en las orillas occidentales del río Saigón, en el distrito de Binh Thanh de la ciudad, ubicado al norte del centro histórico de la ciudad de Ho Chi Minh y al sur inmediato del Puente de Saigón. La torre se encuentra en el corazón del área urbana de uso mixto de alta gama de $ 1.5 mil millones llamada Vinhomes Central Park. El desarrollo incluye instalaciones para hoteles y conferencias, apartamentos de lujo, espacios comerciales de alta gama, restaurantes, bares y una plataforma de observación de varios pisos en la corona de la torre.

## Historia
La ceremonia de inauguración de la torre se llevó a cabo el 13 de diciembre de 2014. En octubre de 2017, la construcción finalizó en 69 pisos de sus 81 pisos, y con una altura de 270 metros (890 pies), superó a la Bitexco Torre Financiera para convertirse en el edificio más alto de la ciudad de Ho Chi Minh. A partir de enero de 2018, la construcción ha finalizado en todos los pisos, con solo la aguja y la corona por construir. El 10 de abril de 2018, se agregó el último segmento de la aguja de la corona, completando arquitectónicamente el Landmark 81. La base del edificio, que ocupa 6 pisos con un espacio total de 50.000 m² (540.000 pies cuadrados), se inauguró oficialmente en 27 de julio de 2018 para conmemorar el 25 aniversario de la empresa matriz de su propietario, Vingroup.